# Witold Zaczeniuk
Witold Stefan Zaczeniuk (ur. w 1918 w Sankt Petersburgu, zm. w 1999 w Warszawie) – polski malarz, rysownik i plastyk.
Malarstwo studiował w Paryżu. Cała jego przedwojenna spuścizna malarska przepadła jednak w czasie II wojny światowej. Nie uczestniczył w oficjalnym życiu artystycznym PRL-u. Wykonywał liczne prace użytkowe pozwalające mu na normalną egzystencję. Wraz z Tadeuszem Gronowskim zaprojektował gobeliny dla Teatru Wielkiego w Warszawie a także wnętrze ambasady PRL-u w Pradze.
Wystawy:
- 1958 – "Tadeusz Gronowski. Witold Stefan Zaczeniuk. Malarstwo, plakat, malarstwo dekoracyjne, grafika", ZPAP, CBWA, Warszawa;
- 2007 – "Witold Stefan Zaczeniuk. Antrakt", Desa Modern, Warszawa, (12 kwietnia-5 maja)[2]